# Nothing Suits Me Like a Suit
Nothing Suits Me Like a Suit ist ein von Neil Patrick Harris interpretiertes Lied aus dem Jahr 2010. Es wurde von Carter Bays und Craig Thomas geschrieben und produziert. Das Lied ist Teil der 100. How-I-Met-Your-Mother-Folge Anzug aus! (Originaltitel: Girls Versus Suits). Das Lied erschien am 5. Januar 2010 vorab als Single. Bays und Thomas wurden für den Primetime Emmy Award in der Kategorie Outstanding Original Music and Lyrics nominiert.

## Inhalt
Es geht um ein Mädchen, das Barney „nageln“ könnte, doch eine Sache fehlt ihr. Eine „10“ wäre schön, jedoch ist Barney lieber zu den „Neunen“ angekleidet, da ihm nichts besser als ein Anzug stehen würde. Er stellt sich vor, wie alle Menschen gut gekleidet sind. In den nächsten Versen wird die Begeisterung über Anzüge ersichtlich. Dann kommen die anderen Hauptcharaktere aus How I Met Your Mother jeweils in einem Satz zu Wort, in dem sie Barney Fragen stellen, beispielsweise ob er sich eher für seine Anzüge oder einen Topf Gold oder Unsterblichkeit entscheiden würde. Er wählt stets die Anzüge.
Schließlich stellt Barney fest, dass Mädchen kommen und gehen, aber dieses das eine ist. Und jeder Bro weiß, dass es keinen Ersatz gibt. Er entscheidet sich gegen die Anzüge, erwähnt jedoch noch einmal, dass ihm nichts besser als ein Anzug steht.

## Hintergrund

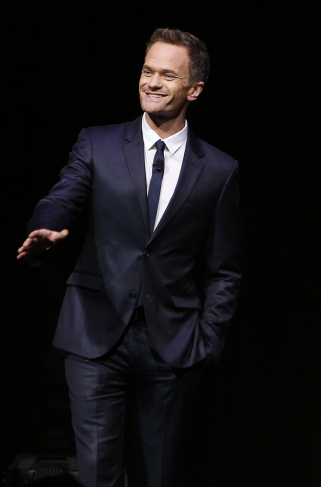
Neil Patrick Harris (2014)

Das Lied erschien in der 100. How-I-Met-Your-Mother-Folge Anzug aus! (Originaltitel: Girls Versus Suits). Schon zuvor wollte Barney, einer der Hauptcharaktere, die neue Barkeeperin in der Stammkneipe der fünf Freunde „nageln“, doch diese hat ihn wegen seines Anzugs abgelehnt, weil sie schlechte Erfahrungen mit Männern in Anzügen gemacht hat. Als sie ihn jedoch in T-Shirt und Jeans näher kennenlernt und schließlich in seiner Wohnung ist, findet sie seine Anzüge und stellt ihn vor die Entscheidung zwischen ihr oder seinen Anzügen, wodurch das Musical eingeleitet wird.
65 Tänzer waren Teil des Musicals, darunter neben den Hauptcharakteren der Serie auch Glee-Star Heather Morris oder O.C., California-Star Rachel Bilson. Die Choreografie stammt von Zach Woodlee. Das Orchester für die Musik bestand aus 50 Personen.